# Зульген (Тургау)
Зульген (нем. Sulgen TG) — коммуна в Швейцарии, в кантоне Тургау.
С 2011 года входит в состав округа Вайнфельден (ранее входила в округ Бишофсцелль).
Население составляет 3215 человек (на 31 декабря 2007 года).
Большинство населения (88,3 %) говорит на немецком языке. Вторым по популярности языком города является албанский (5,3 %).

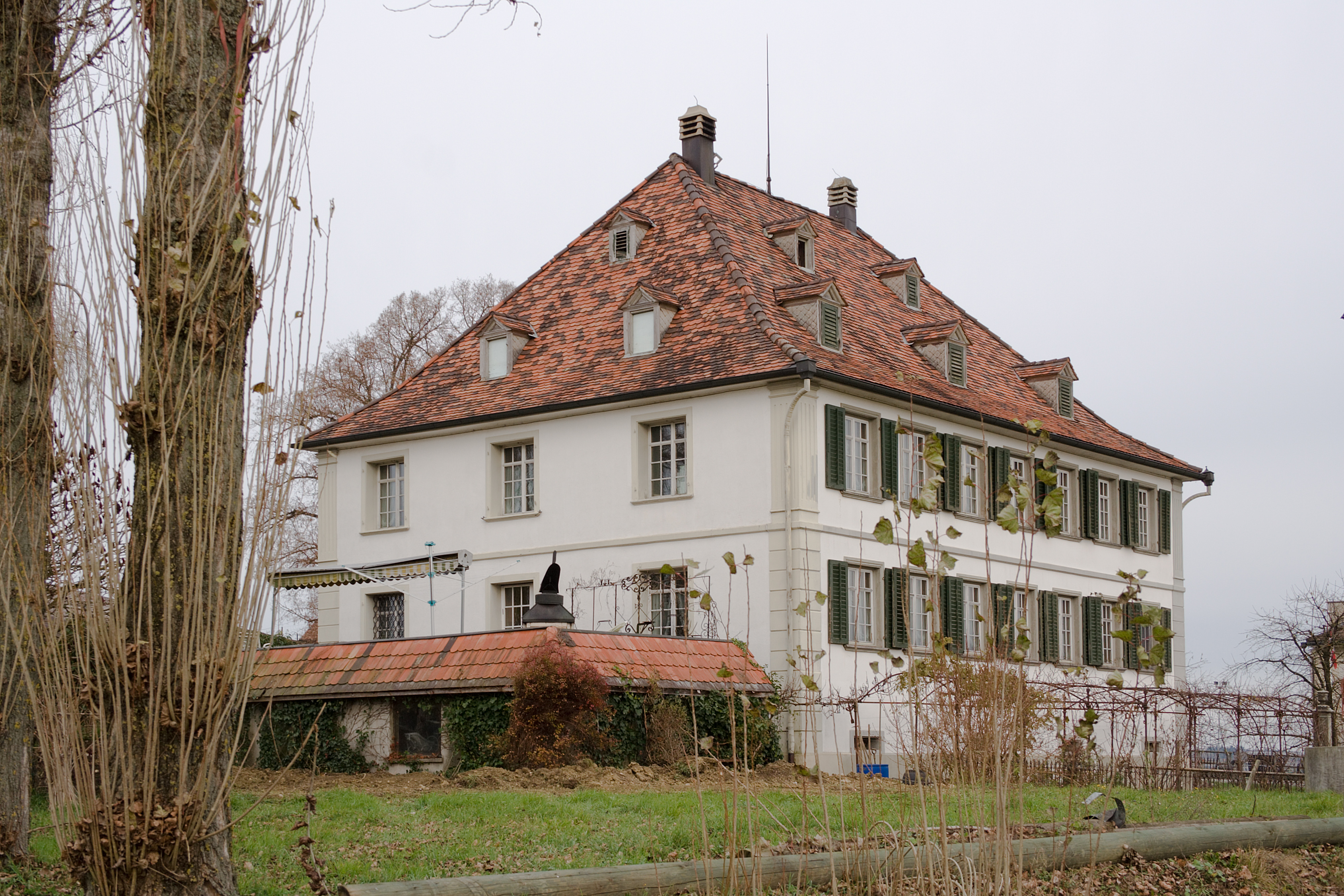
Зульген

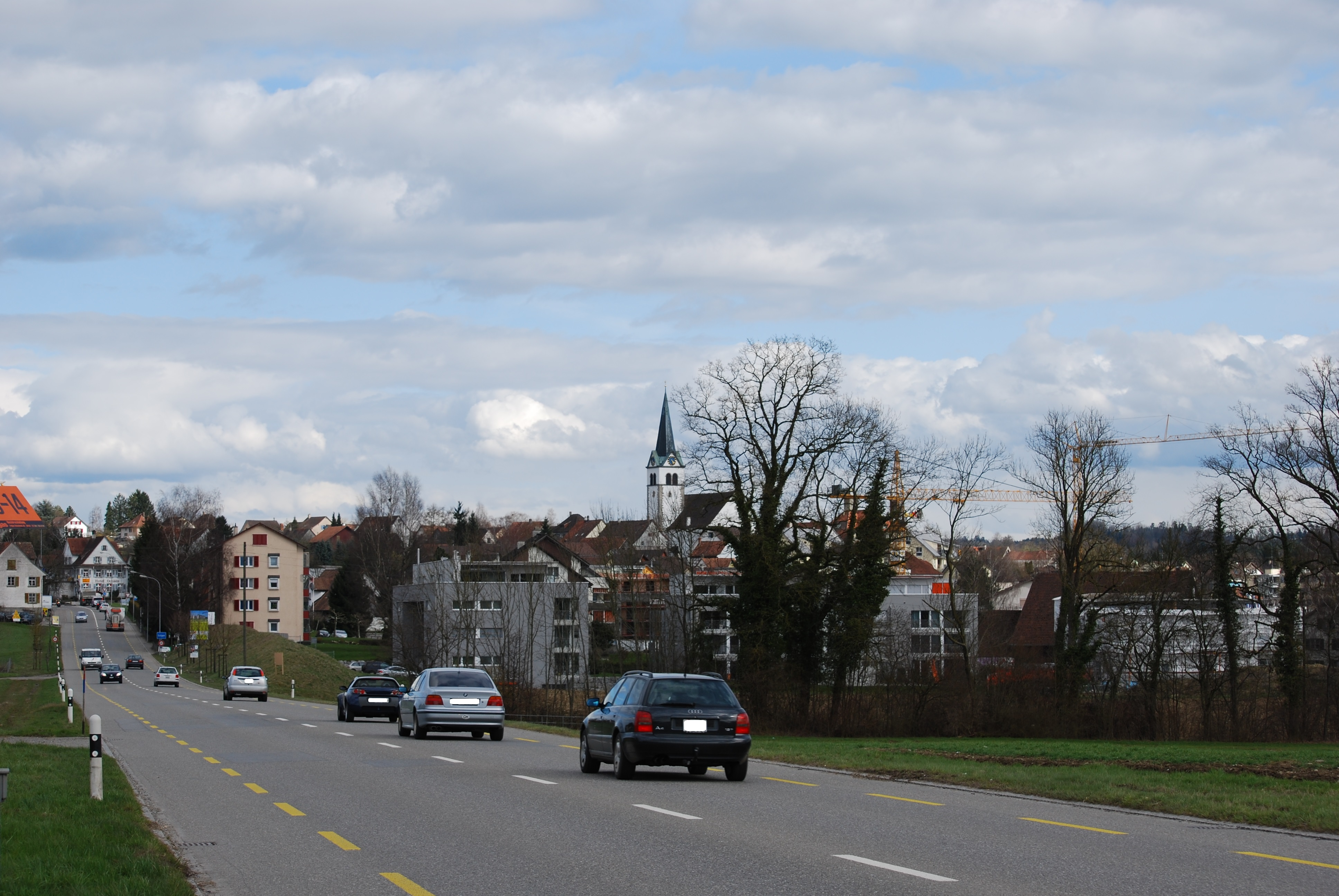
Зульген (Тургау)

Официальный код — 4506.